# 얄라주
얄라주(태국어: ยะลา)는 태국 남부의 주(창왓)의 하나이다. 이웃한 주는 북쪽부터 시계 방향으로 송클라 주, 빠따니 주, 나라티왓 주이다. 얄라는 태국 남부에서 유일한 내륙주이다. 남쪽은 말레이시아의 케다 주, 페라크 주와 접한다.

## 어원
얄라는 말레이어로 '그물'을 의미하는 잘라(جال)를 태국어로 음역한 것이다.

## 지리
태국 최남단의 말레이 반도에 위치한다.

## 역사
옛날에는 빠따니 왕국의 영토였다. 1909년의 영국-시암 조약 때 태국의 일부로 편입되었다. 2004년 이후 말레이족 무슬림의 분리주의 운동이 일어나고 있다.

## 인구
얄라는 태국에서 무슬림이 다수인 4개 주의 하나이다. 인구의 약 72%가 말레이어를 사용하는 무슬림이다. 나머지는 불교를 믿는 타이족과 화교이다.

## 행정 구역
주에는 8개의 암프(군)와 더 세부 행정구역인 56개의 땀본 그리고 341개의 무반 (행정 구역)이 있다.
| 1. 므앙얄라군 2. 베똥군 (말레이어: 베퉁) 3. 반낭사따군 (말레이어: 베낭 세타르) 4. 탄또군 | 1. 야하군 2. 라만군 (말레이어: 레만) 3. 까방군 (말레이어: 카베) 4. 끄롱삐낭군 (말레이어: 캄풍 피낭) |  |